# Mist (Vreemde Kostgangers)
Mist is het derde en laatste studioalbum van de Nederlandse supergroep Vreemde Kostgangers. Het werd in 2023 uitgebracht nadat de groep was gestopt met optreden.

## Inleiding
Het album kreeg een veel langere aanloop dan gedacht. Na de uitgifte van Nachtwerk begon de band eigenlijk al met plannen van een opvolger; het is dan 2017. Vervolgens begon de rampspoed, eerst de coronapandemie, de tekenen van amyotrofe laterale sclerose (ALS) bij George Kooymans en de oprukkende ziekte bij Henny Vrienten. Tekstschrijven ging nog wel voortvarend, maar de uitvoeringen werden opgehouden. Kooymans was (in zijn ogen) alleen in 2020 en 2021 nog in staat fatsoenlijk gitaar te spelen. Het zorgde ervoor dat het allemaal trager verliep dan gedacht. Gezamenlijke bezoekjes aan een geluidsstudio’s zaten er niet meer in en opgeven ook niet. Het leidde ertoe dat de drie steunpunten van de band elk in hun eigen studio aan het werk moest; met name Vrienten was er op gericht dat het album toch voltooid werd het. In 2022 was er haast geboden, want de gezondheid van beide mannen ging sneller achteruit dan gedacht. Vrienten zou echter de voltooiing niet meer meemaken; hij overleed gedurende het proces. Tegelijkertijd zag Kooymans zijn gitaarspel sneller achteruitgaan dan in aanzet gedacht. Het noopte de band de arrangementen te wijzigen als ook dat zangstemmen niet meer ingezongen konden worden en gesampled moesten worden uit de demo’s.
Opnamen vonden plaats in de geluidsstudio van Kooymans (tracks 2, 6, 8, 10 en 12), die van Henny Vrienten (1, 3, 4, 7, 11, 13), die van Vrientens zoon Xander, die van Dave Menkehorst en de werkkamer van De Groot (5, 9). De productie is gelijkelijk verdeeld.  

## Musici
- Henny Vrienten, George Kooymans, Boudewijn de Groot – alle muziekinstrumenten en zang behalve;

- Jasper Slijderink – piano, synthesizer, wurlitzer, orgel, Prophet 6 (track 1, 3, 4, 5, 7, 9, 11)
- Rick van Wort – drumstel (1, 3, 4, 5, 7, 9, 11)
- Dave Menkehorst – percussie (1, 3, 4, 5, 7, 9, 11)
- John Sonneveld – diverse muziekinstrumenten (2, 6, 8, 10, 12)
- Susanne Rosmolen – cello (2)
- Xander Vrienten – basgitaar (5, 9, 13)
- Iris Hond - piano (6)
- Joost van Dijck – drumstel, achtergrondzang (13)
- Daniël de Vries – elektrische gitaar, dobro, achtergrondzang (13)

## Muziek
| Nr. | Titel                                           | Duur |
| --- | ----------------------------------------------- | ---- |
| 1.  | Mist (Vrienten, De Groot)                       | 4:29 |
| 2.  | De liefde kent geen tijd (Kooymans, Thé Lau)    | 2:58 |
| 3.  | Bladzij na bladzij (Vrienten, De Groot)         | 4:07 |
| 4.  | Ik weet het niet (Vrienten, De Groot)           | 3:59 |
| 5.  | Ik speel gitaar (De Groot, Jan Rot)             | 3:53 |
| 6.  | Hoe meer ik dichterbij kom (Kooymans, De Groot) | 4:26 |
| 7.  | Niet wederzijds (Vrienten)                      | 4:11 |
| 8.  | Luie liefde (Kooymans, Vrienten)                | 3:02 |
| 9.  | Het einde van misschien (De Groot, Van Ede)     | 3:30 |
| 10. | Fender Strat (Kooymans, De Groot)               | 4:21 |
| 11. | Tijd tekort (Vrienten)                          | 3:57 |
| 12. | Lippen (Kooymans)                               | 3:26 |
| 13. | Zeg me (Vrienten)                               | 3:55 |

Mist, geschreven door Vrienten en De Groot, zou in opzet gezongen worden door Vrienten (couplet), Kooymans en De Groot (overig), maar dat zat er niet meer in. Ik speel gitaar bevat de laatste opgenomen gitaarsolo van Kooymans, alhoewel niet tot volle tevredenheid van Kooymans zelf. Hij moest achteraf vaststellen dat er niet meer in zat. Teksten voor Luie liefde ("er zijn nog jaren te gaan") en Tijd tekort (Vrienten wil nog zoveel doen) uit het begin van de opnamen werden door diezelfde tijd ingehaald. De tekst van De liefde kent geen tijd was dubbel tragisch; het is nog geschreven door Thé Lau (daarna overleden) en werd ingezongen door Vrienten (daarna overleden). Ik speel gitaar overkwam deels hetzelfde; co-auteur Jan Rot overleed in april 2022. De Groot gaf in Het einde van misschien op tekst van Bies van Ede de beste samenvatting: 
"We zijn te oud om jong te sterven, maar te jong om dood te gaan."

## Nasleep
Er waren tijdens de start van de opnamen ook plannen een aantal concerten te gaan geven, maar ook dat zat er niet (meer) in. Vrienten was al overleden en Kooymans kon in principe zijn huis niet meer uit; zijn spieren weigerden. Het album werd aangekondigd bij de uitgifte van De Groots album Windveren. Mist verkocht goed, in Nederland en België. In de Album Top 100 haalde het een tweede plaats slechts gestopt door Songs of Surrender van U2. In de Ultratop 200 Albums een zestiende in vier weken tijd. 